# Скиба Петро Павлович
Петро Павлович Скиба — український кадровий військовослужбовець, танкіст, миротворець, полковник Збройних сил України, перший командир 3-го окремого танкового батальйону «Звіробій», у 2014, 2015-2016 рр. — перший заступник міського голови міста Нетішина, 2016-2017 рр. - командир 21 окремого мотопіхотного батальйону "Сармат", 2017-2018 - начальник штабу - перший заступник командира кадру корпусу резерву.

## Життєвий шлях
Народився 1963 року у селі Велика Ведмежка Маневицького району Волинської області. 1980 закінчив Київське суворовське військове училище, а 1984 — Челябінське вище танкове командне училище, з золотою медаллю.
З 1984 по 2006 проходив військову службу на посадах командира танкового взводу, танкової роти, начальника штабу і командира танкового батальйону, першого заступника командира та начальника штабу механізованого полку, начальника штабу та командира механізованої бригади, начальника військово-наукової групи оперативного командування. 1996 року закінчив Академію Збройних сил України.
За часів СРСР пройшов війну в Афганістані (1987—1989), у складі українського миротворчого контингенту служив в Іраку (2005). Звільнився в запас 2006 року у званні полковника.
2008 року закінчив Міжрегіональну академію управління персоналом. З 2007 — завідувач сектору з питань внутрішньої політики, а з 2008 по 2010 — начальник відділу з питань надзвичайних ситуацій Славутської районної державної адміністрації. 2010-го висував свою кандидатуру на виборах міського голови Славути.
Під час Революції Гідності очолював 38-му сотню Самооборони Майдану. Під час протистоянь із «Беркутом» у Маріїнському парку 18 лютого прикривав відхід товаришів і дістав поранення.
Після Майдану очолив виборчий штаб свого товариша Олександра Супрунюка на позачергових виборах міського голови Нетішина на Хмельниччині. Після перемоги Супрунюк запропонував Петру Павловичу посаду першого заступника, на якій він пропрацював з червня 2014 до жовтня 2016 року.
На початку вересня 51-річний полковник очолив новосформований 3-й окремий танковий батальйон «Звіробій». З 19 жовтня 2014 по вересень 2015 брав участь в антитерористичній операції на сході України, безпосередньо керував діями підрозділів батальйону під час бойових дій у Волноваському районі, в секторі М (Маріуполь), у районі Донецького аеропорту, у Попаснянському районі. У вересні 2015 року звільнений з військової служби в зв'язку з демобілізацією.
У вересні 2016 року призваний до лав Збройних Сил України. З жовтня 2016 року по квітень 2017 року командував 21 окремим мотопіхотним батальйоном "Сармат", який виконував бойові завдання в районі Павлополя та Волновахи (сектор М). 
В березні 2017 року призначений начальником штабу - першим заступником командира кадру корпусу резерву. З жовтня 2017 по квітень 2018 року виконував обов'язки начальника штабу оперативно-тактичного угруповання "Південь" (Кримський напрямок). Звільнений з військової служби у грудні 2018 року.
Одружений, має двох синів. Старший син — також кадровий військовий, воював у зоні проведення АТО.

## Нагороди
- Указом Президента України № 373/2017 від 17 листопада 2017 року, за громадянську мужність, самовіддане відстоювання конституційних засад демократії, прав і свобод людини, виявлені під час Революції Гідності, особисті заслуги у захисті державного суверенітету та територіальної цілісності України нагороджений орденом Богдана Хмельницького III ступеню[2].
- Відзнака Міноборони України «Доблесть і честь».
- Почесний нагрудний знак Головнокомандувача Збройних сил України «Сталевий хрест» (2022)[3]
- Медаль «За жертовність і любов до України» Патріарха Київського і всієї Руси-України Філарета
- 5 серпня 2017 нагороджений Знаком народної пошани «За розбудову України»[4].
- Медаль «За службу в Іраку».
- Орден «За службу Батьківщині в Збройних силах СРСР» III ступеня.
- Медалі «За бойові заслуги», «Від вдячного афганського народу» та ін.
- Іменна зброя

## Наукові праці
Скиба П.П. «Будівництво і розвиток» Збройних Сил України (шлях від воєнної організації держави до з'єднання). — Славута, 2013..
Скиба П.П. Військові радники в Іраку (хроніка та аналіз діяльності). - Славута, 2012. 
Скиба П.П. Проблеми територіальної оборони в Україні. - Славута. 2018. 
Скиба П.П. "Звіробій" у війні за Україну (бойовий шлях 2014-2016 років). - Славута. 2018. 
Скиба П.П. 100 днів Євромайдану - Славута. 2020. 